# Adolfo Müller-Ury

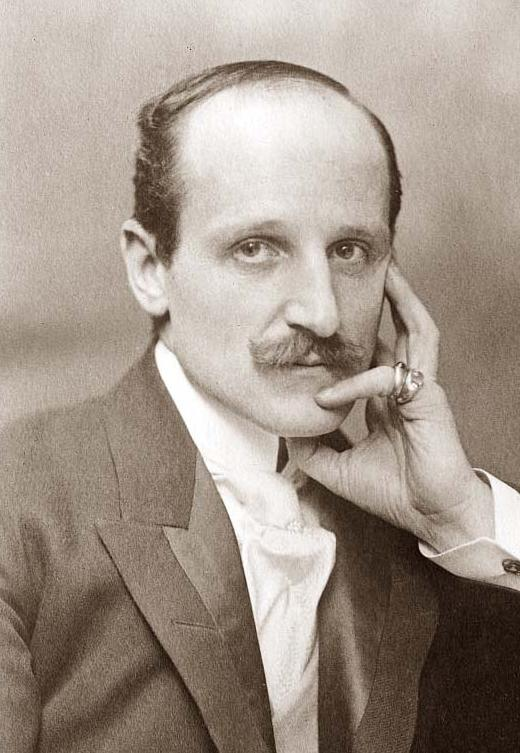
Adolfo Müller-Ury

Adolfo Müller-Ury, född 29 mars 1862 i Airolo i Ticino, död 6 juli 1947 i New York, var en schweizisk-amerikansk konstnär.
Müller-Ury studerade i München, Paris och Rom. Han kom 1884 för första gången till USA och fick redan följande år måla sitt första porträtt av kardinal James Gibbons. 1886 fullbordade han ett porträtt i helfigur på Gibbons som sedermera har försvunnit. Müller-Ury fick med åren måla många kända personers porträtt, bland dem Vilhelm II av Tyskland, William McKinley, Theodore Roosevelt samt Schweiz förbundspresidenter Louis Ruchonnet, Bernhard Hammer och Giuseppe Motta.
Förutom för porträttmålare var Müller-Ury en impressionistisk målare av rosor och stilleben. Han ansökte redan 1892 om amerikanskt medborgarskap. Han var verksam i London under 1890-talet och i Kalifornien mellan 1922 och 1933. Största delen av karriären var han bosatt i New York där han avled. Hans grav finns på Calvary Cemetery i Queens.

## Utmärkelser
- Riddare av Gregoriusorden

[Redigera Wikidata]